# هواپیمای روز قیامت

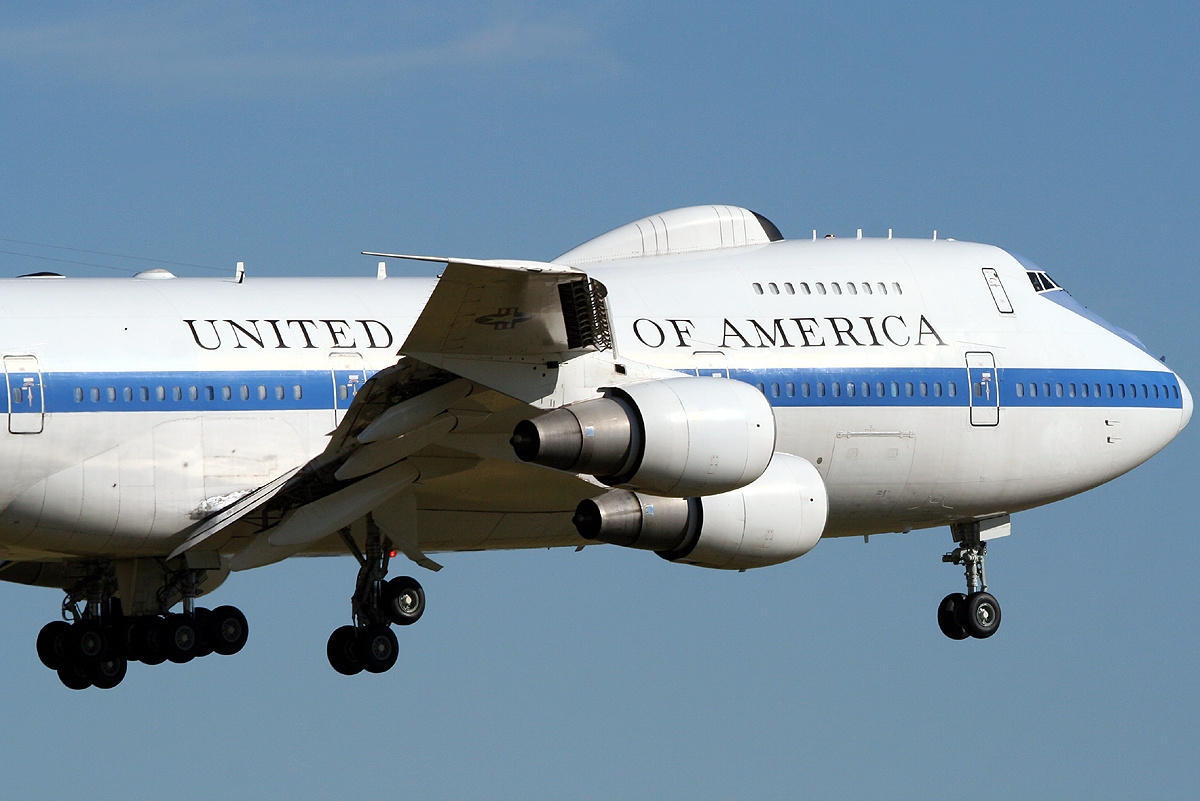
هواپیمای روز قیامت

هواپیمای روز قیامت یا هواپیمای قیامت (به انگلیسی: Doomsday plane)، نامی غیررسمی برای نوعی از هواپیماها است که به عنوان مرکز فرماندهی هوایی، در صورت وقوع جنگ هسته‌ای، فجایع گسترده و سایر درگیری‌های وسیع که زیرساخت‌های اصلی نظامی و دولتی را تهدید کند. مورد استفاده قرار می‌گیرند.
آمریکا و روسیه تنها کشورهایی هستند که چنین هواپیماهایی را طراحی و تولید کرده‌اند.

## ویژگی‌ها
این هواپیماها که به‌طور رسمی در ایالات متحده به عنوان مراکز عملیات هوایی ملی (NAOC) شناخته می‌شوند، به رهبران سیاسی و نظامی، این امکان را می‌دهد که فرمان صادر کرده و از آسمان، جنگ را مدیریت کنند. این هواپیماها همچنین دارای طیف وسیعی از مکانیسم‌های دفاعی، از جمله توانایی مقاومت در برابر پالس‌های الکترومغناطیسی هستند. خدمه این هواپیماها همچنین از نشانگرهای پرواز قدیمی و آنالوگ برای حرکت استفاده می‌کنند که کمتر در معرض حملات سایبری قرار گیرند. این هواپیماها، اگرچه از نظر فنی مخفی نیستند، اما به ندرت نامی از آن‌ها ذکر می‌شود. به عنوان مثال، نیروی هوایی ایالات متحده حتی مالکیت برخی از آن‌ها را به‌طور علنی تأیید نمی‌کند. این مراکز فرماندهی هوایی که از دهه ۱۹۷۰ ساخته شده‌اند، برای مدت‌ها، بهترین فرصت برای جان سالم به در بردن یک رئیس‌جمهور از کشورهای درگیر جنگ سرد، از یک جنگ هسته‌ای محسوب می‌شدند.
هواپیماهای روز قیامت بر خلاف انواع ایر فورس وان که هواپیمایی تشریفاتی و شیک و لوکس هستند، دارای اتاق‌های جنگ و با حضور ده‌ها تحلیل‌گر نظامی، استراتژیست و مسئولین ارتباطات هستند که رئیس‌جمهور را در اولین روزهای یک جنگ هسته‌ای راهنمایی می‌کنند.

## در ایالات متحده آمریکا
- بوئینگ ئی-۴

بوئینگ ئی-۴ یک مرکز فرماندهی هوابرد پیشرفته، با نام پروژه «دیده‌بان شب» (Nightwatch) بوده و یک هواپیمای نظامی استراتژیک فرماندهی و کنترل است که توسط نیروی هوایی ایالات متحده اداره می‌شود. سری ئی-۴، نوعی ویژه از بوئینگ ۷۴۷ است که برای فرماندهی هوایی اضطراری ملی (NEACP) بهینه‌سازی و تغییر یافته‌است. این هواپیما به‌عنوان یک مرکز فرماندهی متحرک برای اداره کردن مرجع فرماندهی ملی، یعنی رئیس‌جمهور ایالات متحده آمریکا، وزیر دفاع و جانشینان آن‌ها عمل می‌کند.
- بوئینگ ئی-۶ مرکوری

بوئینگ ئی-۶ مرکوری (بانام سابق ئی-۶ هرمس) یک مرکز فرماندهی هوایی و رله ارتباطی بر اساس بوئینگ ۷۰۷ است. نخستین ئی-۶ تولید شده توسط بخش دفاعی شرکت بوئینگ در ژوئیه ۱۹۸۹ به خدمت نیروی دریایی ایالات متحده آمریکا درآمد و جایگزین لاکهید ئی‌سی-۱۳۰ شد. این پلتفرم، که اکنون به استاندارد ئی-۶ بی تغییر یافته‌است، دستورالعمل‌هایی را از اداره فرماندهی ملی به زیردریایی‌های حامل موشک‌های بالستیک، مأموریتی موسوم به TACAMO (آماده باشید و حرکت کنید)، می‌رساند. مدل ئی-۶ بی که در اکتبر ۱۹۹۸ وارد خدمت شد. تا سال ۱۹۹۱ تولید شد و آخرین مدل تغییریافته و بهینه‌سازی شده از بوئینگ ۷۰۷ بود.
- نورثروپ گرومن ئی-۱۰ ام‌سی۲ای

نورثروپ گرومن ئی-۱۰ ام‌سی۲ای به عنوان یک هواپیمای فرماندهی نظامی چند منظوره برای جایگزینی بوئینگ ئی-۳ سنتری و نورثروپ گرومن ئی-۸ جوینت استارز، ئی-۴بی و بوئینگ آرسی-۱۳۵ برنامه‌ریزی شده بود.
ئی-۱۰ بر اساس هواپیمای تجاری بوئینگ ۷۶۷–۴۰۰ ساخته شد. در سال ۲۰۰۳، تیم نورثروپ گرامن، بوئینگ و رِیتیان قراردادی ۲۱۵ میلیون دلاری برای پیش‌توسعه و ارائهٔ اولیهٔ این هواپیما دریافت کردند. این هواپیما می‌تواند مرجع فرماندهی مرکزی برای همه نیروهای هوایی، زمینی و دریایی در یک درگیری رزمی باشد. ئی-۱۰ همچنین برای استفاده به عنوان مرکز فرماندهی پهپادهای رزمی در نظر گرفته شده‌است.

## در روسیه
- ایلیوشین ایل-۸۰
- ایلیوشین ایل-۷۶
- ایلیوشین ایل-۹۶–۴۰۰ (در آینده؛ جایگزین انواع قدیمی ایلیوشین خواهد شد)[۶]
- Placeholder: نسل سوم هواپیمای روز قیامت روسیه[۲]